# Majestueux (1781)
Le Majestueux est un navire de ligne de 110 canons de la Marine royale française puis révolutionnaire et enfin impériale, de la classe Terrible.

## Carrière
Commandé par le pilote et lieutenant de frégate Pierre Delivet, le Majestueux escorte entre le 10 décembre 1781 et le 2 janvier 1782 l'armée de général Guichen. Le 11 février de la même année, il escorte un convoi qui part pour l'Amérique et les Indes, jusqu'au cap Saint-Vincent,,,.
Le vaisseau est rebaptisé Républicain en 1797. En 1807, il est mis hors service et est utilisé comme moyen de transport.